# The Nameless
"The Nameless" é uma canção da banda metal norte-americana Slipknot. A canção é o único single do seu álbum ao vivo 9.0: Live. Surgiu originalmente no terceiro álbum de estúdio da banda, Vol. 3: (The Subliminal Verses).
Foi lançado um vídeo musical para o single no final de 2005. Este contém a banda a tocar a canção ao vivo, bem como imagens dos seus fãs. Algumas das filmagens foram usadas no DVD Voliminal: Inside the Nine. 

## Faixas
1. "The Nameless" (Edit 1) - 3:44
2. "The Nameless" (Edit 2) - 4:01